# Айос-Элефтериос
А́йос-Элефте́риос (греч. Άγιος Ελευθέριος) — район Афин, расположенный между районами Ано-Патисия и Като-Патисия. Район получил своё название от одноименной церкви на улице Ахарнон (οδός Αχαρνών).
Такое же название носит станция «Айос-Элефтериос» Афинского метрополитена и станция электрического поезда ISAP.

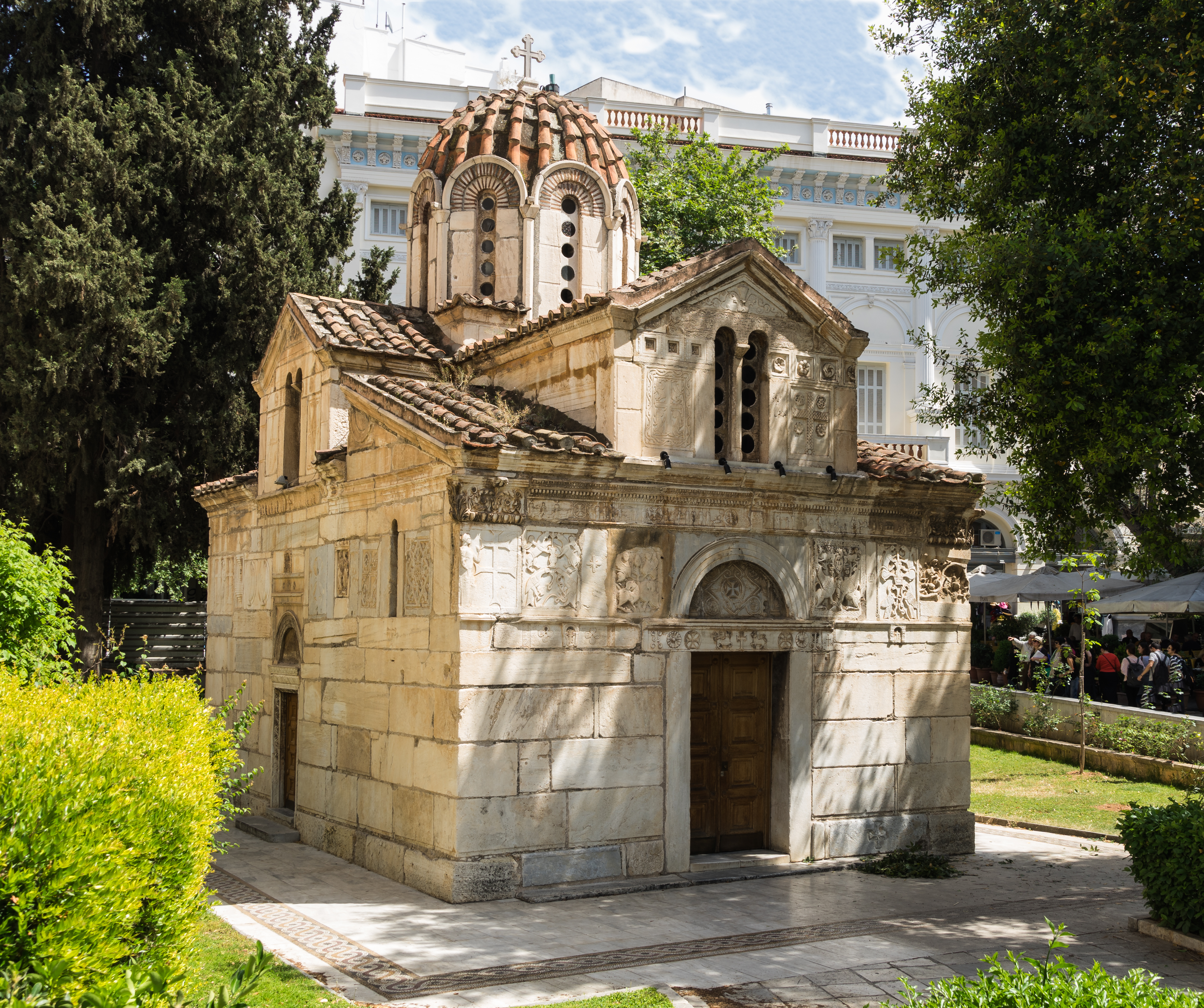
Церковь Агиос Элефтериос, вид в 2016 году.

В районе Айос-Элефтериос расположен домашний зал баскетбольной команды Спортинг.

## Церковь Агиос Элефтериос
Церковь Агиос Элефтериос на улице Ахарнон также известна под названием Панагии Горгоэпикоос (греч. Παναγία Γοργοεπίκοος) или "Малая метрополия" (греч. Μικρή Μητρόπολη)
Построена с использованием сполий - различных блоков, оставшихся от античных построек